# Tomasz Dutkiewicz
Tomasz A. Dutkiewicz (ur. 23 stycznia 1965 w Wejherowie) – polski aktor i reżyser teatralny. W latach 2006–2022 dyrektor Teatru Komedia w Warszawie.

## Życiorys
W 1988 ukończył studia na Wydziale Aktorskim, a pięć lat później na Wydziale Reżyserskim PWST w Warszawie. Studiował na kierunku polonistyki, religioznawstwa i filozofii na Uniwersytecie Warszawskim oraz filozofię analityczną w Collegium Civitas w Warszawie. 
W latach 1988–1992 był aktorem Teatru Współczesnego w Warszawie, gdzie w 1987 debiutował w roli Mateusza Lewity w Mistrzu i Małgorzacie Michaiła Bułhakowa w reż. Macieja Englerta. Wystąpił w spektaklach Teatru Telewizji: Historia porzuconej lalki Giorgia Strehlera (1988) w reż. Barbary Borys-Damięckiej, Przypowieść głupca Teda Hughesa (1990) w reż. Jacka Bursztynowicza i Nieporównany Crichton J.M. Barrie’a (1992) w reż. Andrzeja Maja w roli Lorda Brocklehursta. W tym samym czasie, przez rok był dyrektorem artystycznym Teatru Scena Studio Aktorskie w Warszawie.
Reżyserował w teatrach: Lubuskim w Zielonej Górze, Syrena, Muzycznym im. Danuty Baduszkowej w Gdyni, Muzycznym w Łodzi, im. Stefana Jaracza w Olsztynie, Śląskim im. Stanisława Wyspiańskiego w Katowicach, im. Ludwika Solskiego w Tarnowie, „Bagatela” w Krakowie, Wrocławskim Teatrze Współczesnym, Baj Pomorski w Toruniu, Muzycznym w Gliwicach, im. Adama Mickiewicza w Częstochowie i im. Norwida w Jeleniej Górze. 
Od 1 września 1999 do 31 sierpnia 2005 był dyrektorem naczelnym i artystycznym Teatru Polskiego w Bielsku-Białej, gdzie wyreżyserował: Czekając na Godota Samuela Becketta (1999), Parady Jana Potockiego (2002) i Czego nie widać Michaela Frayna (2004) i zagrał Gustawa– Konrada w Dziadach części III Adama Mickiewicza (2001) w reż. Zdzisława Wardejna, Staleya w Tramwaju zwanym pożądaniem Tennessee Williamsa (2003) w reż. Bartłomieja Wyszomirskiego i wicehrabiego de Valmonta w Niebezpiecznych związkach Pierre’a Choderlosa de Laclosa (2003) w reż. Bartłomieja Wyszomirskiego.
W latach 2006–2022 pełnił funkcję dyrektora Teatru Komedia w Warszawie.

## Filmografia
- 1987: Rzeka kłamstwa (odc. 1)
- 1988: Mistrz i Małgorzata (odc. 1 i 4)
- 1989: Odbicia – Andrzej Różycki
- 1990: Mów mi Rockefeller – Słoń, przyjaciel Anety (dubbing)
- 1993: Czterdziestolatek. 20 lat później – pośrednik sprzedający bliźniak (odc. 10)
- 1995: Archiwista
- 2000: Twarze i maski – Prut, reżyser "Wariata i zakonnicy" (odc. 3)
- 2008: Czas honoru – Gerard Majer, dyrektor teatru (odc. 9 i 10)

## Nagrody
- 1989: Nagroda za najlepszy debiut na Ogólnopolskim Festiwalu Teatrów Jednego Aktora w Toruniu
- 2000: Złota Maska (Katowice) za reżyserię Prezydentek w Teatrze Polskim w Bielsku–Białej
- 2001: tytuł Menadżera Roku i statuetka Ikara 2001 przyznana przez Kapitułę Nagrody Prezydenta Bielska–Białej
- 2001: Warszawa – X KTO - wyróżnienie dla Parad w Teatrze Polskim w Bielsku–Białej
- 2004: Złota Maska (Śląsk) – za reżyserię przedstawienia Tamara Krizanca w Teatrze Polskim w Bielsku–Białej
- 2004: Ikar – nagroda prezydenta Bielska–Białej w dziedzinie kultury i sztuki
- 2006: Katowice – Specjalna Złota Maska za „wszechstronność i talent artysty i dyrektora”
- 2007: Częstochowa – Złote Koturny dla najlepszego spektaklu w Teatrze im. Adama Mickiewicza w sezonie 2006/2007 – dla spektaklu Jabłka
- 2010: Gliwice – Złota Maska dla przedstawienia High School Musical z Gliwickiego Teatru Muzycznego w kategorii „spektakl dla młodych widzów”